# London (Kalifornia)
London – census-designated place w USA, w stanie Kalifornia, w hrabstwie Tulare. Według danych z 2000 roku miasto miało 1848 mieszkańców.